# NGC 4068
NGC 4068 este o galaxie situată în constelația Ursa Mare. A fost descoperită în 12 aprilie 1789 de către William Herschel. Se află la o distanță de 4,39 megaparseci de Pământ.